# 波号第二百二十五潜水艦
波号第二百二十五潜水艦（はごうだいにひゃくにじゅうごせんすいかん）は、日本海軍の未成潜水艦。波二百一型潜水艦の25番艦。戦後解体された。

## 艦歴
マル戦計画の潜水艦小、第4911号艦型の25番艦、仮称艦名第4935号艦として計画。1945年6月7日、三菱重工業神戸造船所第四船台で建造番号786番船として仮称艦名第4934号艦と同時に起工。
7月2日、波号第二百二十五潜水艦と命名されて波二百一型潜水艦の25番艦に定められ、本籍を横須賀鎮守府と仮定。
終戦時未成。8月17日、工事中止が発令され工程15%で工事中止。
1946年4月から6月にかけて、三菱重工業神戸造船所で解体された。